# Roberto Micheletti
Pour les articles homonymes, voir Micheletti.
Roberto Micheletti Baín, né le 13 août 1943 à El Progreso, est un homme d'État hondurien, membre du Parti libéral et président de la République de facto du 28 juin 2009 au 27 janvier 2010, à la suite de la destitution controversée de Manuel Zelaya.

## Biographie

### Primaires de l'élection présidentielle de 2009
En 2008, il tente d'obtenir la désignation du Parti libéral du Honduras pour se présenter à l'élection présidentielle de 2009, mais il est battu par l'ancien vice-président Elvin Santos Ordóñez.

### Président de la République
À la suite de l'arrestation et de l'expulsion du président Manuel Zelaya au Costa Rica, Roberto Micheletti est nommé président de la République le 28 juin 2009, au cours d'une réunion extraordinaire du Congrès national.
La composition de son gouvernement est marquée par la présence d'anciens criminels de guerre. À la Sécurité, il nomme comme conseiller spécial Billy Joya, ex-membre du Battalion 3-16, un escadron de la mort dans les années 1980. De juin 2009 à juin 2011, la répression contre les opposants au coup d’État regroupés au sein d’un Front national de résistance populaire (FNPR) fait plus de 100 morts et des centaines d’arrestations.
Deux mois après le coup d’État militaire, il fait adopter la loi générale des eaux qui autorise l’octroi de concessions sur un tiers des ressources en eau du pays. Une quarantaine sont accordés en quelques mois mais les assassinats de militants écologistes ou communautaires opposés à ces projets se sont multipliés.
Dans sa première allocution, Micheletti nie être arrivé au pouvoir « en vertu de l'ignominie d'un coup d'État » et qualifie les événements de « processus de transition absolument légal », affirmant que l'armée avait assumé « les fonctions données par la Cour suprême de justice, les tribunaux, le Parquet et l'assentiment de la majorité du peuple hondurien ». Il s'engage à abandonner son poste en vue des élections du 29 novembre 2009 et à œuvrer pour que celles-ci soient « les plus transparentes et les plus démocratiques de l'histoire du Honduras, ». Celles-ci voient la victoire, avec moins de 50 % de participation, de Porfirio Lobo, qui prend ses fonctions le 27 janvier 2010.
Dans la nuit du 13 janvier 2010, le Congrès nomme Micheletti « député à vie », charge non prévue par la Constitution et, selon certains médias, effectuée en vue de lui assurer l'immunité parlementaire après la passation de pouvoirs. Cette nomination avait été suggérée dès le 29 septembre 2009 par Adolfo Facussé, un homme d'affaires influent et l'un des principaux soutiens au coup d'État.